# كاميرون (كارولاينا الشمالية)
كاميرون (بالإنجليزية: Cameron, North Carolina)‏ هي بلدة أمريكية تقع في الولايات المتحدة في مقاطعة مور، كارولاينا الشمالية. يقدر عدد سكانها بـ 285 نسمة ومساحتها 2.7 كم2 وترتفع عن سطح البحر 109 متر.

## التركيبة السكانية
حدّد مكتب تعداد الولايات المتحدة بيانات التركيبة السكانية لكاميرون في تعداد الولايات المتحدة. في ما يلي، التركيبة السكانية حسب تعدادي 2000 و2010.

### تعداد عام 2000
بلغ عدد سكان كاميرون 151 نسمة بحسب تعداد عام 2000، وبلغ عدد الأسر 66 أسرة وعدد العائلات 42 عائلة مقيمة في البلدة. في حين سجلت الكثافة السكانية 48.1 نسمة لكل كيلومتر مربع (124.6/ميل2). وبلغ عدد الوحدات السكنية 78 وحدة بمتوسط كثافة قدره 24.8 لكل كيلومتر مربع (64.2/ميل2).
وتوزع التركيب العرقي للبلدة بنسبة 64.90% من البيض و35.10% من الأمريكيين الأفارقة.
بلغ عدد الأسر 66 أسرة كانت نسبة 25.8% منها لديها أطفال تحت سن الثامنة عشر تعيش معهم، وبلغت نسبة الأزواج القاطنين مع بعضهم البعض 40.9% من أصل المجموع الكلي للأسر، ونسبة 18.2% من الأسر كان لديها معيلات من الإناث دون وجود شريك، بينما كانت نسبة 4.5% من الأسر لديها معيلون من الذكور دون وجود شريكة وكانت نسبة 36.4% من غير العائلات. تألفت نسبة 31.8% من أصل جميع الأسر من عدة أفراد يعيشون في نفس المنزل ونسبة 16.7% كانت تتألف من شخص يعيش بمفرده يبلغ من العمر 65 عاماً أو أكثر. وبلغ متوسط حجم الأسرة المعيشية 2.29، أما متوسط حجم العائلات فبلغ 2.88.
بلغ العمر الوسطي للسكان 41.6 عاماً. وكانت نسبة 17.9% من القاطنين تحت سن الثامنة عشر، وكانت نسبة 9.9% بين الثامنة عشر والرابعة والعشرين عاماً، ونسبة 30.5% كانت واقعةً في الفئة العمرية ما بين الخامسة والعشرين والرابعة والأربعين عاماً، ونسبة 20.5% كانت ما بين الخامسة والأربعين والرابعة والستين، ونسبة 21.2% كانت ضمن فئة الخامسة والستين عاماً فما فوق. يوجد لكل 100 أنثى 75.6 ذكر، ويوجد لكل 100 أنثى في الثامنة عشر من عمرها فما فوق 82.4 ذكر.
بلغ متوسط دخل الأسرة في البلدة 32,500 دولارًا، أما متوسط دخل العائلة فبلغ 41,964 دولارًا. وكان متوسط دخل الذكور 32,917 دولارًا مقابل 22,500 دولارًا للإناث. وسجل دخل الفرد الخاص بالبلدة 15,337 دولارًا. وكانت نسبة 17.9% من العائلات ونسبة 21.3% من السكان تحت خط الفقر، وكان من هؤلاء نسبة 13.5% تحت سن الثامنة عشر ونسبة 45.8% في الخامسة والستين من العمر وما فوق.

### تعداد عام 2010
بلغ عدد سكان كاميرون 285 نسمة بحسب تعداد عام 2010، وبلغ عدد الأسر 116 أسرة وعدد العائلات 76 عائلة مقيمة في البلدة. في حين سجلت الكثافة السكانية 90.8 نسمة لكل كيلومتر مربع (235.2/ميل2). وبلغ عدد الوحدات السكنية 148 وحدة بمتوسط كثافة قدره 47.1 لكل كيلومتر مربع (122.0/ميل2).
وتوزع التركيب العرقي للبلدة بنسبة 71.23% من البيض و22.46% من الأمريكيين الأفارقة و2.11% من الأمريكيين الأصليين و0.35% من الأمريكيين ذوي الأصول الآسيوية و3.86% من عرقين مختلطين أو أكثر و2.11% من الهسبانيون أو اللاتينيون من أي عرق.
بلغ عدد الأسر 116 أسرة كانت نسبة 25% منها لديها أطفال تحت سن الثامنة عشر تعيش معهم، وبلغت نسبة الأزواج القاطنين مع بعضهم البعض 46.6% من أصل المجموع الكلي للأسر، ونسبة 16.4% من الأسر كان لديها معيلات من الإناث دون وجود شريك، بينما كانت نسبة 2.6% من الأسر لديها معيلون من الذكور دون وجود شريكة وكانت نسبة 34.5% من غير العائلات. تألفت نسبة 31% من أصل جميع الأسر من عدة أفراد يعيشون في نفس المنزل ونسبة 18.1% كانت تتألف من شخص يعيش بمفرده يبلغ من العمر 65 عاماً أو أكثر. وبلغ متوسط حجم الأسرة المعيشية 2.46، أما متوسط حجم العائلات فبلغ 3.13.
بلغ العمر الوسطي للسكان 43.4 عاماً. وكانت نسبة 18.9% من القاطنين تحت سن الثامنة عشر، وكانت نسبة 10.2% بين الثامنة عشر والرابعة والعشرين عاماً، ونسبة 22.8% كانت واقعةً في الفئة العمرية ما بين الخامسة والعشرين والرابعة والأربعين عاماً، ونسبة 31.2% كانت ما بين الخامسة والأربعين والرابعة والستين، ونسبة 16.8% كانت ضمن فئة الخامسة والستين عاماً فما فوق. وتوزع التركيب الجنسي للسكان بنسبة 43.2% ذكور و56.8% إناث.

## أعلام
- تريفور لي
- مارتي جارنر
- شانون مور
- مات هاردي
- جيف هاردي